# Min väns bok
Min väns bok, franska originalets titel: Le livre de mon ami, är en roman från 1888 av författaren Anatole France. Den första svenska översättningen utkom 1908 och har följts av ytterligare två. 

## Handling
Berättelsen, som har många självbiografiska inslag, skildrar en Pierre Nozaires barn- och ungdom i tillbakablickande form. Även släktingar och andra barndomsvänner porträtteras och i berättelsen, som egentligen mest består av en rad charmfulla episoder, ingår många udda eller smått groteska skildringar av exempelvis äldre släktingar. Den unge pojkens bildningsgång står givetvis också i fokus i boken. 

## Svenska översättningar
- Min väns bok: Översättning för Den svenska familjejournalen. Norrköping. 1908. Libris 2651795 – anonym översättning
- Min väns bok. Berömda Böcker; 86. Stockholm: Björck & Börjesson. 1919. Libris 1650403 – översättning av Hugo Hultenberg
- Min väns bok. Sohlmans klassiker. Sthlm: Lindqvist. 1968. Libris 12589 – översättning av Greta Åkerhielm